# Продуктовий дизайн
Продуктовий дизайн – це процесс створення нового (фізичного чи цифрового) продукту, який компанія пропонує/продає своїм клієнтам. Цей процес включає широкий спектр стратегічних і тактичних заходів: починаючи з ідентифікації потреб ринку та користувачів, генерації ідей щодо вдоволення цих потреб, розвитку, валідації ідей та комерціалізації нового продукту.
Роль продуктового дизайнера полягає в поєднанні мистецтва, науки і технологій для створення нових продуктів, які люди будуть використовувати. Сучасному розвитку цієї ролі сприяли (в тому числі) цифрові інструменти, які дозволяють дизайнерам ефективніше спілкуватися, візуалізувати, аналізувати, моделювати в 3D та вироблляти реальні прототипи своїх ідей витрачаючи менше часу та ресурсів, ніж у минулому.
Продуктовий дизайн іноді плутають з промисловим дизайном (і у цих процесів, безумовно, є. багато спільного). Проте останнім часом цей термін набув ширшого змісту і включає дизайн послуг, програмного забезпечення та фізичних об'єктів. Промисловий же дизайн спрямований створення ектетично привабливих та зручних фізичних об'єктів масового виробництва і зазвичай асоціюється із реміснцтвом та ергономікою. В одній категорії з продуктовим та промисловим дизайном також виділяють інженерний дизайн – дисципліну, що фокусується на питанні функціональності або корисності (наприклад, вирішення проблем), хоча і такі межі  доволі розмиті.

## Процес проектування продукту
Існують різні процеси проектування продуктів з фокусом на різних аспектах. Один приклад формулювання/моделі процесу описаний Доном Кобергом і Джимом Багнелліном – «Сім універсальних етапів творчого вирішення проблем». Зазвичай в такий процес залучають групу людей з різними навичками та підготовкою, – наприклад, промислових дизайнерів, приктикуючих експертів чи потенційних користувачів, інженерів (з питань інженерного проектування ), представників відділу підтримки та іншихб залежно від характеру та типу залученого продукту. Процес часто включає в себе визначення потреб, мозковий штурм можливих ідей, створення імітаційних прототипів, а потім створення бачення продукту. Однак це ще не кінець. Далі дизайнери продукту повинні будуть пропрацювати дизайн повністю, аби втілити ідею в життя, іншими словами перетворити її в реальний продукт ти оцінити успішність втілення цього продукут (визначаючи необхідність в покращеннях).
Останнім часом процес проектування фізичних продуктів з розвитком і впровадженням 3D-друку значно прискорився. Нові зручні для споживача 3D-принтери можуть створювати об’ємні об’єкти та друкувати за допомогою багатьох різних речовин, включаючи пластик, глину та багато іншого.
Процес проектування продукту, за моделлю Коберга і Багнелла, включає три основні аспекти :
- Аналіз
- Концепція
- Синтез

Залежно від типу продукту, який проектується, останні два розділи найчастіше проходять кілька ітерації (залежно від того, наскільки результат відповідає критеріям). Це безперервний цикл, де зворотний зв'язок є основним компонентом.  Коберг і Багнелл пропонують більше конкретики щодо процесу: у їхній моделі «аналіз» складається з двох етапів, «концепція» — це лише один етап, а «синтез» охоплює інші чотири. Ці терміни помітно відрізняються у використанні в різних дисциплінах дизайну (наприклад промисловий чи цифровий). Тут вони описані так, як їх використовують Коберг і Бегнел.

### Аналіз
- Прийняти ситуацію: тут дизайнери вирішують взяти участь у проекті та знайти рішення проблеми. Вони об’єднують свої ресурси, щоб з’ясувати, як найефективніше вирішити завдання.
- Аналіз: на цьому етапі всі члени команди починають дослідження. Вони збирають загальні та конкретні матеріали, які допоможуть зрозуміти, як їх проблему можна вирішити. Це може включати статистичні дані, анкети, статті та інформацію з багатьох інших джерел.

### Концепція
- Визначення: тут визначається ключове питання. Умови проблеми стають цілями, а обмеження ситуації стають параметрами, в рамках яких має бути побудований новий проект.

### Синтез
- Ідеація: дизайнери вигадують та обговорюють різні ідеї, що потенційно дозволять вирішити ключове питання. Ідеальний мозковий штурм не має будь-якіх упередження чи судження, а натомість орієнтується на пошук найбільшої кількості оригінальних ідей.
- Вибір: на цьому етапі дизайнери звужують свої ідеї до кількох вибраних, успіх виглядає найбільш ймовірним, і звідти вони окреслюють свій план створення продукту.
- Реалізація: тут будуються прототипи, реалізується план, описаний на попередньому кроці, і продукт починає перетворюватися на реальний працюючий об’єкт.
- Оцінка: на останньому етапі продукт тестується, в результаті чого вносяться вдосконалення. Хоча це останній етап, це не означає, що процес закінчився. Готовий прототип може працювати не так добре, як сподівалися, тому  доведеться обдумувати нові ідеї та повторювати процес.

## Інновації, як реакція на попит, та як адаптація винаходів
Більшість ідей для дизайну продуктів підпадають під одну з двох категорій: як реакція на попит, або як адаптація винаходів.
Іновація, як реакція на попит (demand-pull innovation) відбувається, коли на ринку є потреба, яку можна закрити, створивши певний продукт. В такому випадку задача продуктвового дизайну – знайти рішення. Це може бути новий продукт або влучна адаптація існуючого.
Іновація, як адаптація винаходів (invention-push innovation) – невід'ємна складова наукового прогресу. Відбувається, коли через процес дослідження та кращого пізнання навколишнього світу у дизайнерів з'являються нові продуктові ідеї.

## Експресія в продуктовому дизайні

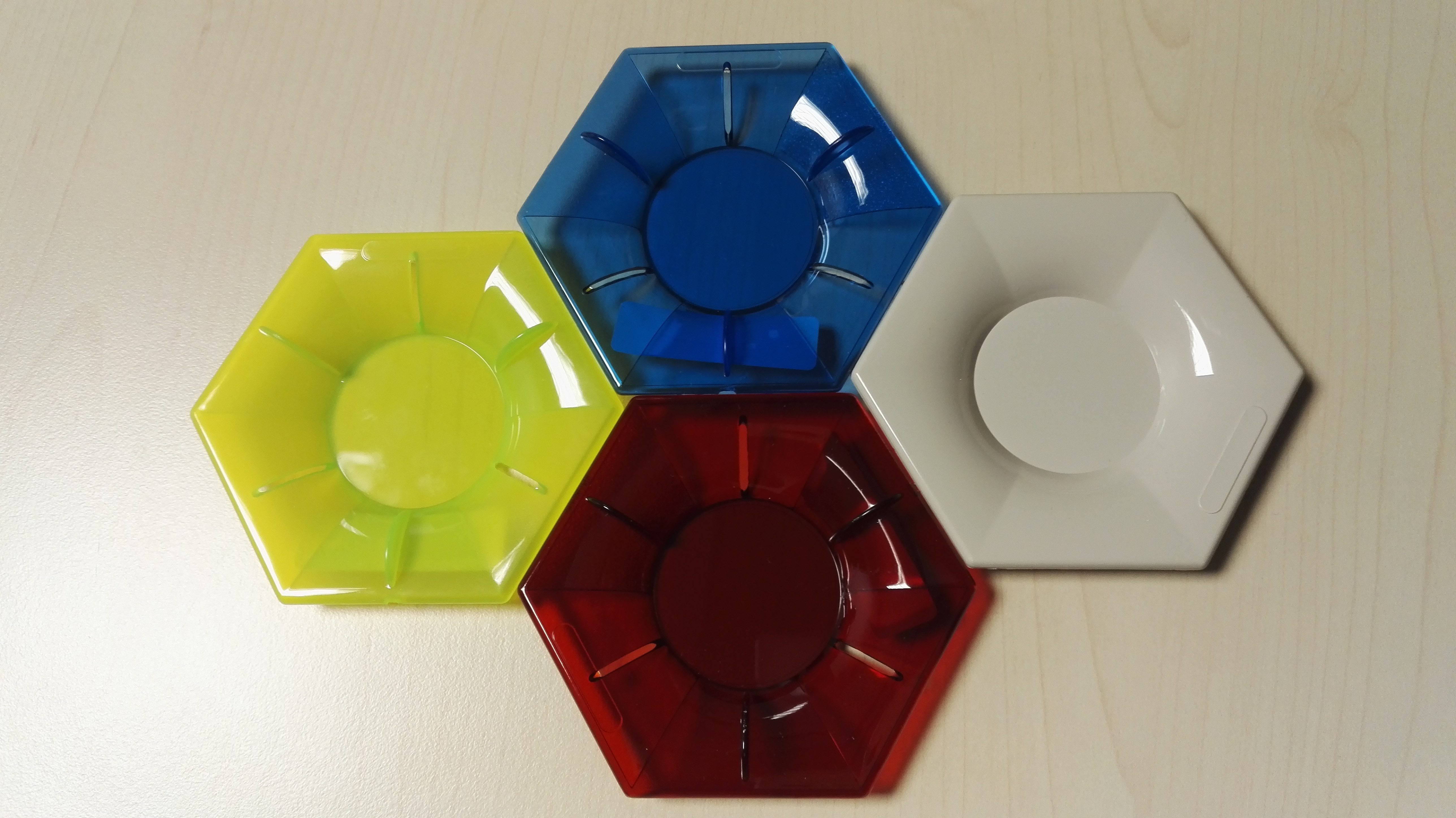
Так звані «кольорові чипси» або кольорові зразки, які використовуються в пластиковій промисловості, щоб допомогти дизайнерам візуально визначити доступні кольори пластикових гранул.

Виразність дизайну походить від комбінованого ефекту всіх елементів у продукті. Тон кольору, форма і розмір повинні спрямовувати думки людини на покупку товару. Тому в інтересах дизайнера продукту приділити увагу аудиторії, яка, швидше за все, включає кінцевих споживачі продукту. Увага, приділена сприйняттю продукта споживачами під час процесу проектування у значній мірі вплине на успіх продукту на ринку. Однак навіть у межах певної аудиторії складно задовольнити кожну можливу особистість у цій групі.
Одним із рішень цього є створення продукту, який за своїм дизайном і функціями виражає свою особливість або розповідає історію. Продукти, які мають такі атрибути, з більшою ймовірністю будуть експрисивнішими, що приверне більше споживачів. При цьому важливо мати на увазі, що привабливість дизайну стосується не лише зовнішнього вигляду продукту, але й його функцій. Наприклад, у суспільстві і наша зовнішність, і наші дії підлягають оцінці людей, коли формується перше враження про нас. Люди зазвичай не цінують грубих людей, навіть якщо вони гарні. Так само товар може мати привабливий зовнішній вигляд, але якщо його функція не виконується, він, швидше за все, втратить цікавість споживачів. У цьому сенсі дизайнери, як комунікатори, використовують мову різних елементів у продукті, щоб передати його суть.

## Тенденції в продуктовому дизайні
Продуктові дизайнери повинні враховувати всі деталі: те, як люди використовують створювані пррдукти, чи не зловживають ними, несправні продукти, помилки, допущені в процесі проектування, і бажані способи, якими люди хочуть використовувати об’єкти. Багато нових дизайнів зазнають невдачі, а багато з них просто не вийдуть на ринок. Деякі дизайни з часом застаріють та втратять свою актуальність. Сам процес проектування може викликати фрустрацію бо, як правило, займає 5 або 6 спроб, щоб зробити дизайн правильно.  Продукт, який з першого разу провалився на ринку, може бути повторно представлений на ринку ще 2 рази. Якщо ж і наступні спроби зазнають поразки, продукт вважається мертвим, оскільки ринок ринок на це вказує. Більшість нових продуктів зазнають невдачі, навіть якщо за ними стоїть чудова ідея.
Усі види продуктового дизайну чітко пов’язані з економічним здоров’ям виробничих секторів. Інновації дають значну частину конкурентного стимулу для розробки нових продуктів, при цьому нові технології часто вимагають нової інтерпретації дизайну. Потрібен лише один виробник, щоб створити нову парадигму продукту, щоб змусити решту галузі наздоганяти відставання – це стимулює подальші інновації. Продукти, розроблені для людей різного віку та здібностей — без дискримінацій будь-якої групи, сприяють зростанню населення, розширюючи незалежність та підтримуючи мінливі фізичні та сенсорні потреби, з якими ми всі стикаємося, коли дорослішаємо.

## Дивіться також
- Промисловий дизайн
- Сталий дизайн
- Універсальний дизайн

1. ↑  Koberg, Don. The Universal Traveler: A Soft-Systems Guide to: Creativity, Problem-Solving, and the Process of Reaching Goals (Англійська) .